# Brocchinia reducta
Brocchinia reducta — вид рослин із родини бромелієвих.

## Біоморфологічна характеристика
Це багаторічна трав'яниста рослина. Коренева система слабка. Листки ростуть прямо з кореня, вони щільно складені, створюючи відносно водонепроникну вузьку воронку, в яку збирається вода з опадів. Зібрана вода дозволяє пережити посушливі періоди, а поживні речовини, зібрані у воді, поглинаються через листя. Листя світло-зелене з восковою поверхнею, дуже слизькою для комах. Воскову поверхню створюють лусочки, які дуже добре відбивають ультрафіолетове світло. Оскільки ультрафіолет приваблює багатьох комах, вони потрапляють у воду й тонуть. Листки мають ширину ≈ 5 см і довжину до 45 см. Вони тупо закруглені на кінці, мають шипастий кінчик, поверхня гладка.
Стеблина суцвіття сягає висоти від 30 до 50 (максимум до 60) см. Стеблина суцвіття має кілька дрібних яйцеподібних приквітків. Китицеподібне суцвіття нещільно розгалужене. Квітки на коротких ніжках, радіально симетричні, завдовжки трохи менше 5 міліметрів; пелюстків 3, білі. Плоди (циліндричні коробочки) містять багато подовжених, придатних до польоту насінин.

## Поширення
Зростає в Південній Америці: Гаяна, Венесуела, північна Бразилія.
Вид росте на бідних поживними речовинами, піщаних, болотистих, відкритих ділянках.

## Використання
Він рідкісний у вирощуванні і дуже унікальна рослина для колекції м'ясоїдних рослин. На листках видно тонкі червоні жилки, які створюють гарний декоративний вигляд.